# Quyquyhó
Quyquyhó – miasto w departamencie Paraguarí, w Paragwaju. Według danych na rok 2020 miasto zamieszkiwało 7536 osób, a gęstość zaludnienia wyniosła 12,93 os./km².

## Demografia
Ludność historyczna:
| Rok                         | 2000 | 2005 | 2010 | 2015 | 2020  |
| --------------------------- | ---- | ---- | ---- | ---- | ----- |
| Ludność                     | 7331 | 7374 | 7413 | 7469 | 7536  |
| Gęstość zaludnienia os./km² | 12,5 | 12,6 | 12,7 | 12,8 | 12,93 |

Ludność według grup wiekowych na rok 2020:
| Wiek                                | 0–9 lat | 10–19 lat | 20–29 lat | 30–39 lat | 40–49 lat | 50–59 lat | 60–69 lat | 70–79 lat | 80+ lat |
| ----------------------------------- | ------- | --------- | --------- | --------- | --------- | --------- | --------- | --------- | ------- |
| Liczba osób w danej grupie wiekowej | 1328    | 1349      | 1299      | 1143      | 727       | 656       | 545       | 318       | 171     |

Struktura płci na rok 2020:
| Płeć                         | Mężczyźni | Kobiety |
| ---------------------------- | --------- | ------- |
| Liczba osób w danej płci     | 3931      | 3605    |
| Liczba osób w danej płci w % | 52,2      | 47,8    |

## Infrastruktura
Przez miasto przebiega droga krajowa PY01 łącząca Quyquyhó ze stolicą kraju, Asunción.

## Znane osoby urodzone w Quyquyhó
- W Quyquyhó urodził się Fulgencio Yegros – prezydent Paragwaju[2].

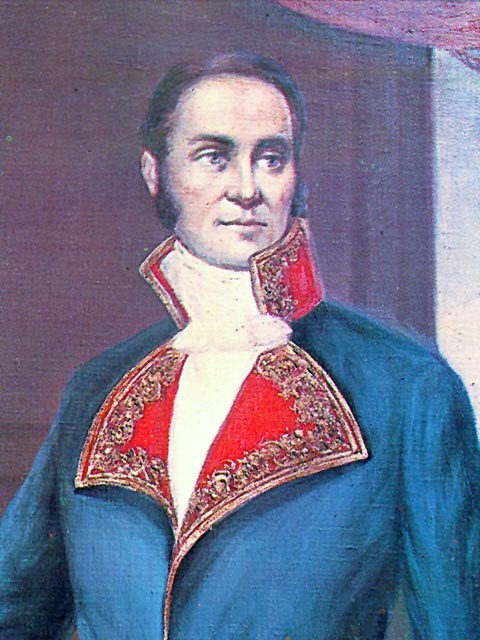
Fulgencio Yegros